# 正法 (雷進)
正法（せいほう）は宋代に雷進が自立し建てた私年号。1130年

## 西暦との対照表
| 正法 | 元年   |
| 西暦 | 1130年 |
| 干支 | 庚戌   |